# Keys Hill
Keys Hill är en kulle i Antarktis. Den ligger i Östantarktis. Nya Zeeland gör anspråk på området. Toppen på Keys Hill är 1 100 meter över havet.
Terrängen runt Keys Hill är bergig åt nordost, men åt sydväst är den kuperad. Havet är nära Keys Hill åt sydväst. Trakten är obefolkad. Det finns inga samhällen i närheten. 